# Shamosaurus
Shamosaurus war eine Gattung von Vogelbeckensauriern aus der Gruppe der Ankylosauria, die in der Unterkreide in Ostasien lebte.

## Merkmale
Shamosaurus war ein relativ großer Ankylosaurier. Der Kopf maß 36 Zentimeter, die Gesamtlänge könnte sich auf 5 bis 7 Meter belaufen haben, ist aber unsicher, da nur vereinzelte Knochen des Körperskeletts gefunden wurden. Der vergleichsweise schmal gebaute Schädel war unter anderem durch das runde Schuppenbein (Squamosum) und die die großen Augenhöhlen und Nasenöffnungen charakterisiert. Vom übrigen Körper ist sehr wenig bekannt, vermutlich war er wie alle Ankylosaurier ein von Knochenschuppen bedeckter, quadruper Dinosaurier, der sich von Pflanzen ernährte.

## Entdeckung und Benennung
Die fossilen Überreste von Shamosaurus wurden in den 1980er-Jahren in der Mongolei entdeckt und nach „Shamo“, einer alten Bezeichnung der Wüste Gobi benannt. Einzige Art und somit Typusart ist S. scutatus. Die Funde werden in die späte Unterkreide (Aptium bis Albium, vor etwa 125 bis 100 Millionen Jahren) datiert.

## Systematik
Nächster Verwandter von Shamosaurus dürfte der in der gleichen Region (aber später) vorgekommene Gobisaurus gewesen sein. Die beiden Gattungen unterscheiden sich aber unter anderem in der Länge der Zahnreihe (bei Shamosaurus viel länger) und durch einen nur bei Gobisaurus vorkommenden Vorsprung des Pflugscharbeins.
Shamosaurus und Gobisaurus bilden eine unbenannte Klade, die das Schwestertaxon zu den Ankylosaurinae (höher entwickelte Ankylosauridae) bildet (siehe Systematik der Ankylosauridae).